# Astrid Fournell
Astrid Fournell (* 1945) ist eine deutsche Schauspielerin und Autorin.

## Leben und Wirken
Astrid Fournell begann ihre Karriere als Maskenbildnerin am Jungen Theater Hamburg. Nach einer dreijährigen Theaterausbildung bekam sie eine Rolle in der ZDF-Fernsehserie Anker auf und Leinen los! und ein Jahresengagement beim Altonaer Theater. Weitere Bühnenstationen waren in Hamburg das Lessingtheater, die Kleine Komödie und das St. Pauli Theater. Engagements hatte sie 1967 am Kleinen Theater Bad Godesberg und in der Spielzeit 1969/70 am Theater Central Bonn. Im Zeitraum von Oktober 1976 bis Januar 1977 wirkte sie in dem Lustspiel Spiel mit dem Feuer nach dem Buch von Martin Worth und Peter Yeldham im Contra-Kreis-Theater in Bonn mit.
Eine bedeutende Rolle hatte Astrid Fournell in dem Spielfilm Die Angst ist ein zweiter Schatten, der unter Regie von Norbert Kückelmann entstand. Daneben sah man sie in mehreren Fernsehserien, wie beispielsweise in der Jugend-Serie Mandara oder in Die Abenteuer des braven Soldaten Schwejk.
Astrid Fournell war in den 1960er Jahren mit dem Musiker Hans Haider befreundet. In Wenningstedt, wo sie in einem Friseursalon arbeitete, wurde sie zur Miss Wenningstedt und in Westerland auf Sylt zur Miss Nordsee gewählt.
Astrid Fournell ist die Autorin zahlreicher Kurzgeschichten. Sie lebt in München.

## Filmografie (Auswahl)
- 1967: Ein Fall für Titus Bunge (Fernsehserie, 1 Folge)
- 1967: Ein Florentiner Hut (Fernsehfilm)
- 1968: Der Arzt von St. Pauli
- 1968: Anker auf und Leinen los! (Fernsehserie, 13 Folgen)
- 1968: Dem Täter auf der Spur (Fernsehserie, 1 Folge)
- 1969: Percy Stuart (Fernsehserie, 1 Folge)
- 1969: Doppelagent George Blake (Fernsehfilm)
- 1970: Polizeifunk ruft (Fernsehserie, 4 Staffel)
- 1970: Der Kurier der Kaiserin (Fernsehserie, 1 Folge)
- 1970: Die spanische Fliege (Fernsehfilm)
- 1970: Graf Yoster gibt sich die Ehre (Fernsehserie, 1 Folge)
- 1972: Tatort: Kennwort Gute Reise (Fernsehreihe)
- 1972: Das Kurheim (Fernsehserie, 13 Folgen)
- 1973: Gestern gelesen (Fernsehserie, 1 Folge)
- 1974: Alexander und die Töchter (Fernsehserie, 13 Folgen)
- 1975: Die Angst ist ein zweiter Schatten
- 1975: Mordkommission (Fernsehserie, 1 Folge)
- 1976: Die Abenteuer des braven Soldaten Schwejk (Fernsehserie, 1 Folge)
- 1978: Ehrlich währt am längsten (Fernsehfilm)
- 1979: Kommissariat 9 (Fernsehserie, 1 Folge)
- 1980: Der ganz normale Wahnsinn (Fernsehserie, 1 Folge)
- 1980: I. O. B. – Spezialauftrag (Fernsehserie, 1 Folge)
- 1983: Mandara (Fernsehserie, 11 Folgen)

## Theater
- 1965: Die Liebenden in der Untergrundbahn, Lessingtheater Hamburg
- 1966: Stopp die Welt – Ich will aussteigen (Musical), Kleine Komödie Hamburg
- 1967: Das Mädchen, Kleine Komödie Hamburg
- 1967: Der Ausreißer, Kleines Theater (Bad Godesberg)
- 1968: Raub der Sabinerinnen, Altonaer Theater Hamburg
- 1969: Der Goldesel, Altonaer Theater Hamburg
- 1969: Ein Trick zuviel, St. Pauli Theater Hamburg
- 1969/70: Love Play, Theater Central Bonn
- 1976/77: Spiel mit dem Feuer, Contra-Kreis-Theater Bonn